# Västra Vingåkers församling
Västra Vingåkers församling är en församling i Oppunda och Villåttinge kontrakt i Strängnäs stift. Församlingen ligger i Vingåkers kommun i Södermanlands län och ingår i Västra Vingåker och Österåkers pastorat.

## Administrativ historik
Församlingen har medeltida ursprung under namnet Vingåkers församling. Ur församlingen utbröts 1642 Östra Vingåkers församling som kapellförsamling. Namnändring till det nuvarande namnet skedde 1757.
Församlingen utgjorde till 1642 ett eget pastorat för att därefter till 1754 vara moderförsamling i pastoratet Vingåker och Östra Vingåker. Från 1754 till 1983 utgjorde församlingen åter ett eget pastorat för att från 1983 vara moderförsamling i pastoratet Västra Vingåker och Österåker.

## Organister
| Verksam   | Namn                      | Levnadstid | Övrigt    |
| --------- | ------------------------- | ---------- | --------- |
| 1960–1964 | Sonia Berit Ingeborg Hall | 1934–      | Organist. |

## Kyrkor
- Västra Vingåkers kyrka

## Series pastorum
Kyrkoherde är sedan 2017 Thore Rosenberg. Han är också prost i Oppunda-Villåttinge kontrakt.
Från och med juli 2020 tjänstgör diakonerna Per Skogfeldt och Elisabeth Holm.
Karola Wahlbeck tjänstgör numera som kyrkoherde.